# Tim Davys
Tim Davys är en svensk författarpseudonym, som gav ut fyra böcker mellan 2007 och 2012. Böckerna utspelar sig i en fiktiv stad befolkad av leksaksdjur med mänskliga egenskaper. Förläggare för böckerna är Jonas Axelsson. 